# James Marsden
James Paul Marsden (Stillwater (Oklahoma), 18 september 1973) is een Amerikaans acteur.

## Carrière
Marsden was voor het eerst te zien met gastrollen in verscheidene televisieseries in 1993, waaronder Saved by the Bell: The New Class en de pilot van The Nanny. Hij brak door met rollen in de tienerfilms Disturbing Behavior en Gossip. Daarnaast speelde Marsden Cyclops in X-Men, X2 en X-Men: The Last Stand. Hij heeft tevens een bijrol in Superman Returns. Marsden is ook te zien in onder meer Enchanted, Hairspray, 27 Dresses en in de Amerikaanse remake van Loft.

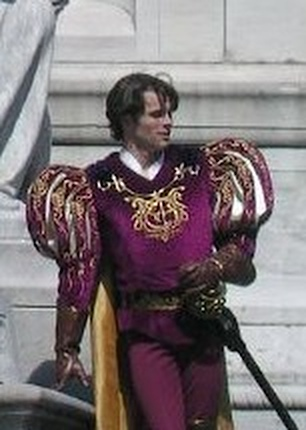
Marsden als prins Edward in Enchanted

## Privé
Marsden heeft een zoon en een dochter met zijn ex-vrouw en een zoon met zijn ex-vriendin.

## Filmografie (selectie)
- 1996: Public Enemies
- 1997: Bella Mafia
- 1997: Campfire Tales
- 1998: Disturbing Behavior
- 2000: Gossip
- 2000: X-Men
- 2001: Sugar and Spice
- 2001: Zoolander
- 2002: Interstate 60: Episodes of the Road
- 2003: X2
- 2004: The 24th Day
- 2004: The Notebook
- 2004: Heights
- 2006: The Alibi
- 2006: 10th & Wolf
- 2006: X-Men: The Last Stand
- 2006: Superman Returns
- 2007: Hairspray
- 2007: Enchanted
- 2008: 27 Dresses
- 2008: Sex Drive
- 2009: The Box
- 2010: Death at a Funeral
- 2011: Hop
- 2012: Bachelorette
- 2012: Robot & Frank
- 2013: 2 Guns
- 2014: Walk of Shame
- 2014: X-Men: Days of Future Past
- 2014: The Best of Me
- 2014: The Loft
- 2015: The D Train
- 2016: Westworld
- 2017: Shock and Awe
- 2018: Henchmen
- 2019: Once Upon a Time in Hollywood
- 2020: Sonic the Hedgehog
- 2022: Sonic the Hedgehog 2
- 2022: Disenchanted
- 2024: Sonic the Hedgehog 3

- Biblioteca Nacional de España: XX1288315
- Bibliothèque nationale de France: cb142036593 (data)
- Catàleg d'autoritats de noms i títols de Catalunya: 981058521357906706
- Gemeinsame Normdatei: 135502780
- International Standard Name Identifier: 0000 0000 8050 644X
- Library of Congress Control Number: no99023886
- MusicBrainz: 4eed4f35-ac86-405f-8a8b-9a3ee80b12ab
- Nationale Bibliotheek van Tsjechië: xx0055202
- Nationale Bibliotheek van Israël: 987007432541005171
- Nederlandse Thesaurus van Auteursnamen: 217237266
- Système universitaire de documentation: 158936140
- Virtual International Authority File: 107672290
- WorldCat: E39PBJgMyBtCGVyxVtdt8VG8md